# Miklós Zelei
Dans le nom hongrois Zelei Miklós, le nom de famille précède le prénom, mais cet article utilise l’ordre habituel en français Miklós Zelei, où le prénom précède le nom.
Miklós Zelei, né le 8 novembre 1948 à Kiskunhalas et mort le 28 octobre 2021, est un poète, écrivain et journaliste hongrois.

## Biographie
En 1973, Miklós Zelei est diplômé de l’école normale Juhász Gyula de Szeged. Il est ensuite diplômé d’une école de journalisme puis rédacteur en chef pour l’agence de presse APN. En 1977, il reçoit la bourse Zsigmond Móricz. De 1978 à 1986, il travaille au quotidien Magyar Hírlap, plus tard pour Szabadidő Magazin et ensuite à Délmagyarország (hu), et à partir de 1992, il a travaillé pour le quotidien de Szeged.
Miklós Zelei a été l’un de ceux qui ont appelé à l’ouverture de la frontière entre Kiszmenc (Ukraine) et Nagyszelmenc (Slovaquie). Son roman A kettézárt falu (« Le village coupé en deux ») raconte comment cette petite localité a été séparée en deux,.

## Œuvres
- Alapítólevél. [Versek]. A fedél Váczy János Tamás munkája. Budapest : Kozmosz, 1980  (ISBN 9632113683)
- Híd. Ilia Mihálynak ajánlom ezt a könyvet. Budapest : Szépirodalmi Könyvkiadó, 1984  (ISBN 9631525724)
- Gazsó L. Ferenc–Zelei Miklós: Szépséghibák; Gazsó L. F.–Zelei M., Bp., 1986
- Ágytörténetek. Jak füzetek 35. Budapest : Magvető, 1988  (ISBN 9631413330)
- Gazsó L. Ferenc–Zelei Miklós: A tolvajkulcs; Data Manager, Bp., 1988
- Gazsó L. Ferenc–Zelei Miklós: Tűz is volt, babám! Alapszerv Kárhelyen, 1957-58; Tudósítások, Bp., 1989
- Gazsó L. Ferenc–Zelei Miklós: Őrjítő mandragóra. Bevezetés a politikai pszichiátriába; Pallas, Bp., 1989
- Gazsó L. Ferenc–Zelei Miklós: Az elrabolt emberöltő; Képes 7 Könyvek, Bp., 1990
- Hullaciróka : elbeszélések. Pozsony : Kalligram, 1998  (ISBN 8071491780)
- Itt állunk egy szál megmaradásban : publicisztikai írások : 1989-2000. Szeged : Délmagyarország, 2000  (ISBN 9637258353)
- A kettézárt falu : dokumentumregény. Adolf Buitenhuis fényképeivel. Ister, Budapest, 2000. ; 2. kiad.: Ister, Budapest, 2001  (ISBN 9639243043)
- Álljon fel! Budapest : Új Mandátum Könyvkiadó, 2003  (ISBN 9639494127)
- A halasi norma : Nagy Szeder István regényes élete. Budapest : GM&Társai Kiadó, 2003  (ISBN 9632125371)
- Hat vita; szerk. Zelei Miklós, Simon Adrienn, Janox; Platon, Bp., 2005 (Posztmodern könyvek)
- A 342-es határkő : negyedszázad Kárpátalján. Kiad. a Kárpátaljai Magyar Kulturális Szövetség, 2006 (CD)  (ISBN 9667670260)
- Egyperces évszázad. In memoriam Örkény István novellapályázat / Abszurd flikk-flakk. Grafikai illusztrációk Örkény István szellemében; szerk. Zelei Miklós; Újbudai Kulturális Intézet, Bp., 2012
- Gazsó L. Ferenc–Zelei Miklós: Őrjítő mandragóra. Bevezetés a politikai pszichiátriába; 3. jav., bőv. kiad.; L'Harmattan, Bp., 2012
- Situs inversus, az Isten balján; Korunk–Komp-Press, Kolozsvár, 2013
- Gazsó L. Ferenc–Zelei Miklós: Az elrabolt emberöltő. Bara Margit, Kahler Frigyes, Mérő László; előszó Pethő Sándor; 2. bőv. kiad.; L'Harmattan., Bp., 2014
- A kettézárt falu. Dokumentumregény; 3. jav., bőv. kiad.; Kortárs, Bp., 2017
- Gyilkos idők. Epikus improvizációk; Kortárs, Bp., 2020 (Kortárs próza)